# Psyrana marginata
Psyrana marginata är en insektsart som först beskrevs av Fritze 1908.  Psyrana marginata ingår i släktet Psyrana och familjen vårtbitare. Inga underarter finns listade i Catalogue of Life.